# Synagelides nepalensis
Synagelides nepalensis är en spindelart som beskrevs av Andrzej Bohdanowicz 1987. Synagelides nepalensis ingår i släktet Synagelides och familjen hoppspindlar. Inga underarter finns listade i Catalogue of Life.